# Maliattha euryzona
Maliattha euryzona är en fjärilsart som beskrevs av George Francis Hampson 1910. Maliattha euryzona ingår i släktet Maliattha och familjen nattflyn. Inga underarter finns listade i Catalogue of Life.